# Karel van Steenhoven
Karel van Steenhoven (* 1958 in Voorburg, Provinz Zuid-Holland) ist ein niederländischer Blockflötist und Komponist.

## Leben
Steenhoven studierte Blockflöte bei Kees Boeke am Sweelinck Konservatorium in Amsterdam. Nach seinem Solistenexamen 1983 studierte er darüber hinaus Komposition bei Robert Heppener und Tristan Keuris. Einige seiner Kompositionen („Stil Gevaar“ und „La Chanteuse et le Bois sauvage“) sind vom Amsterdam Loeki Stardust Quartet auf CD eingespielt.
Er ist Gründungsmitglied des Amsterdam Loeki Stardust Quartet, mit dem er weltweit Konzertreisen und CD-Aufnahmen macht und auf allen namhaften europäischen Festivals zu Gast ist. Zwei der CDs wurden mit dem Edison-Preis ausgezeichnet. Zusammen mit Walter van Hauwe und Kees Boeke hat er die Basis für die Entwicklung des „Catalogue for Contemporary Blockflute Music“ gelegt.
Zurzeit arbeitet er an einer Blockflötenschule „Neuzeitliche Blockflötenmusik“ (für Kinder ab sechs Jahre) und an der Improvisationsmethode „Flutedrumming“. Steenhoven nahm an Konzerten und Aufnahmen mit den Ensembles Musica Antiqua Köln, The Academy of Ancient Music unter Leitung von Christopher Hogwood, Solisten des Gewandhausorchesters Leipzig und des Kölner Kammerorchesters unter Leitung von Helmut Müller-Brühl teil. Als Dozent unterrichtete Karel van Steenhoven im Sommerkurs von Urbino und Weikersheim; als Gastdozent an den Musikhochschulen von Berlin, Odense, Den Haag und Zürich. Der Musiker wirkte als Juror beim Internationalen Moeck Blockflötenwettbewerb in London 1997 und – zusammen mit dem Komponisten Peter-Jan Wagemans – beim ARS Composition Contest 2006 (VS). Seit 1995 ist er Professor für Blockflöte an der Hochschule für Musik Karlsruhe.

## Artikel und Kompositionen
Artikel:
- Das Ricercar. Virtuose Improvisation und kreative Übemethode (Tibia 1/1992, S. 1, Jg. 17, Bd. 9)
- Die Blockflöte im 21. Jahrhundert (Tibia 1/1998, S. 28, Jg. 23, Bd. 12)
- Intonation and temperament in unaccompanied instrumental ensembles (The American Recorder, 1999)
- Il ricercare solistico e d’assieme nel secolo XVI (Ut Orpheus Edition)
- Ensemblespiel (in: Lexikon der Flöte, Laaber Verlag)

Kompositionen für Blockflöte:
- Stil Gevaar (für Blockflötenquartett)
- Wolken (für Blockflötenquartett)
- La Chanteuse et le Bois Sauvage (für Blockflötenquartett)
- Siri (Blockflöte solo)
- Tegenwind (Blockflöte solo und Ventilator)
- Nachtzang (Blockflöte und hohe Stimme)
- The Fugitive (für Blockflötenquartett; 2002)
- Where Eagles Dare (für zwei Blockflöten und Saxophon; 2010)
- 7 Minimal Preludes (Solo Blockflöte, 2009)